# Arabis procurrens
Espèce
Classification phylogénétique
Arabis procurrens est une espèce de plantes à fleurs de la famille des Brassicaceae. On la rencontre en Bulgarie, dans les pays de l'ex-Yougoslavie et en Roumanie.